# Daniel Salmon (cyclisme)
Pour les articles homonymes, voir Daniel Salmon et Salmon.
Daniel Salmon, né le 3 décembre 1940 à Vaires-sur-Marne et mort le 26 janvier 2017 à Plouha,, est un coureur cycliste français.

## Palmarès sur route
- 1965
  - Vainqueur du Mérite Veldor
  - 3e du Tour de l'Oise
  - 3e de Paris-Rouen
  - 3e de Paris-Verneuil
  - 3e du Circuit des régions flamandes des indépendants

## Palmarès sur piste

### Championnats du monde
- Paris 1964
  -  Médaille de bronze en demi-fond

### Championnats de France
| - 1961 - Champion de France militaires de poursuite - 1962 - Champion de France de poursuite amateurs - 1966 - 2e du championnat de France de demi-fond | - 1967 - 2e du championnat de France de demi-fond - 1968 - 2e du championnat de France de demi-fond - 1969 - 3e du championnat de France de demi-fond |

### Championnats régionaux
| - 1961 - 2e du championnat d'Île-de-France de poursuite - 1962 - Champion d'Île-de-France de poursuite | - 1963 - Champion d'Île-de-France de poursuite - 1969 - Roue d'Or (derrière derny) |